# Artyleria w Polskich Siłach Zbrojnych
Artyleria w Polskich Siłach Zbrojnych – jeden z podstawowych rodzajów wojsk Armii Polskiej we Francji oraz PSZ w latach 1939 – 1947
Bezpośrednio po klęsce wrześniowej, obok jednostek piechoty i wojsk pancernych tworzyła się również polska artyleria.

## Artyleria w Armii Polskiej we Francji
W nowych warunkach artyleria polska uzbrojona została w sprzęt francuski. Przyjęła również organizację artylerii francuskiej. Cała artyleria skupiała się w dywizjach piechoty.

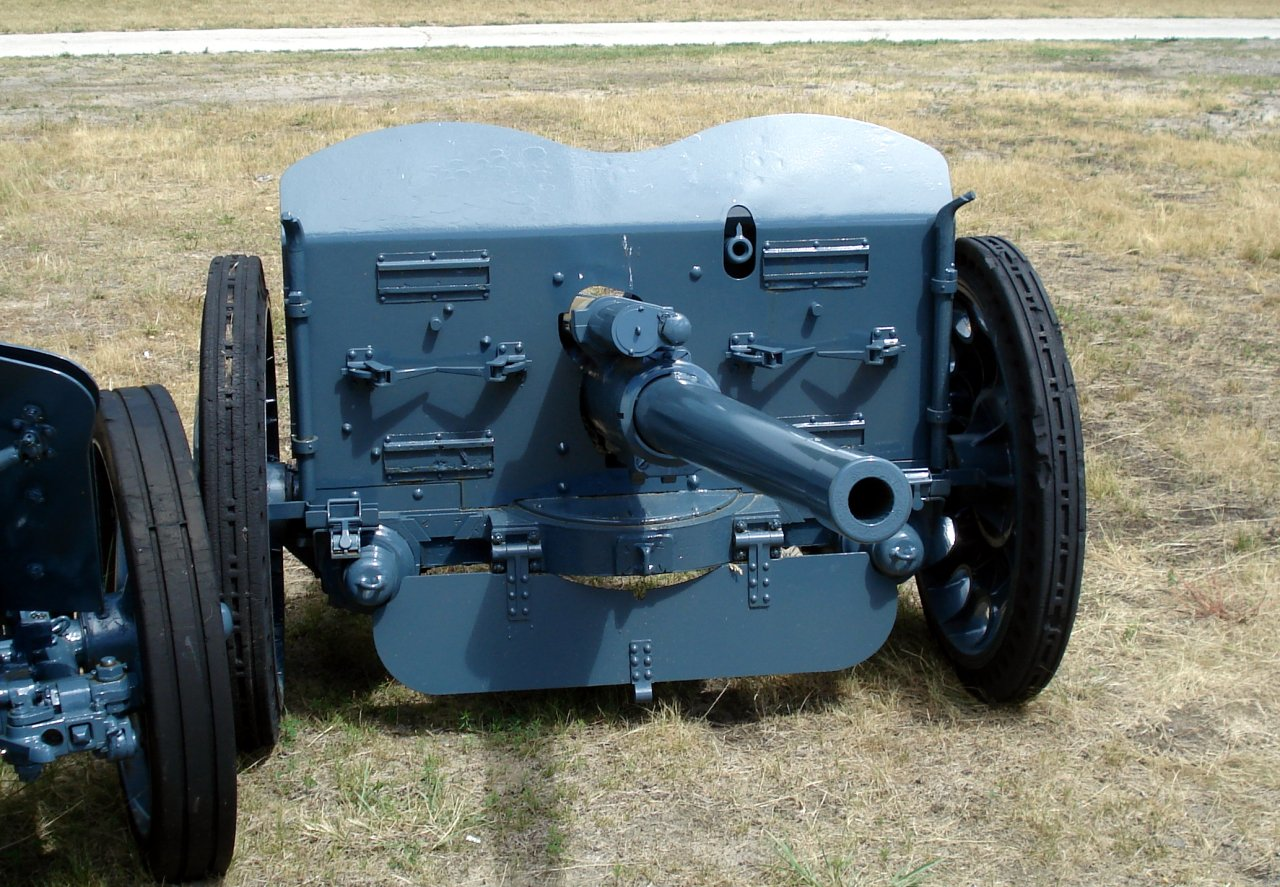
Canon de 47 antichar SA mle 1937

Etatowo każda dywizja piechoty powinna posiadać:
- pułk artylerii lekkiej
- pułk artylerii ciężkiej
- bateria 47 mm dział przeciwpancernych (8 dział)
- kompania przeciwpancerna dział 25 mm (12 dział)

Pułki piechoty posiadały: 
- w kompanii broni towarzyszącej: trzy 81 mm moździerze i cztery 25 mm działa przeciwpancerne.

W batalionie znajdowały się:
- w kompanii ckm i broni towarzyszącej: dwa 81 mm moździerze i dwa 25 mm działa przeciwpancerne.

Brygada Strzelców Podhalańskich:
- w kompanii broni towarzyszącej: 6 dział przeciwpancernych
- w batalionie(4):  dwa 25 mm działa przeciwpancerne i pięć 81 mm moździerzy.

Brygada nie posiadała artylerii organicznej do prowadzenia ognia pośredniego.
Samodzielna Brygada Strzelców Karpackich: 
- dywizjon artylerii górskiej 65 mm
- artyleria organiczna dwóch pułków piechoty według etatów francuskich

Artyleria brygady pancerno-motorowej:
- dywizjon artylerii 105 mm armat
- dywizjon przeciwpancerny 
  - dwie baterie 25 mm dział przeciwpancernych
  - dwie baterie 47 mm dział przeciwpancernych

Zorganizowano również dwanaście kompanii przeciwpancernych po 8 –12 armat. Cztery z nich włączono do oddziałów polskich, a osiem do francuskich.
Artyleria polska w 1940 brała udział w walkach o Narwik. We Francji walczyła głównie artyleria 1 i 2 Dywizji Piechoty oraz 10 Brygady Kawalerii Pancernej.
Razem w Armii Polskiej
- dział przeciwpancernych  – 287
  - 47 mm dział przeciwpancernych – 32
  - 37 mm dział przeciwpancernych – 8
  - 25 mm dział przeciwpancernych – 247
- moździerzy – 151
- armat – 120
  - 65 mm armat – 12
  - 75 mm armat – 96
  - 105 mm armat – 12
- 155 mm haubic – 48

Ogółem – 606 dział i moździerzy

## Artyleria 1 Korpusu

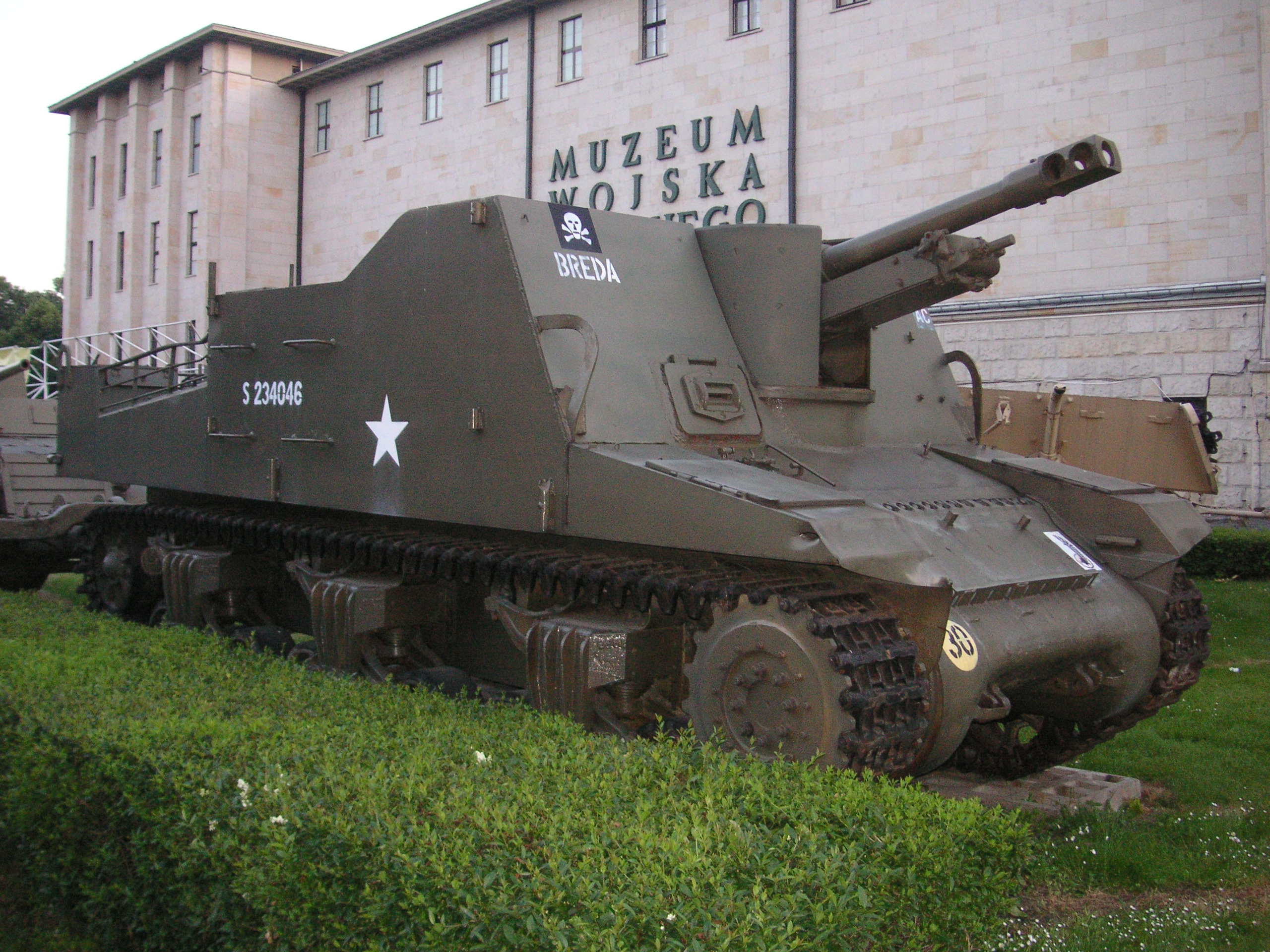
Sexton

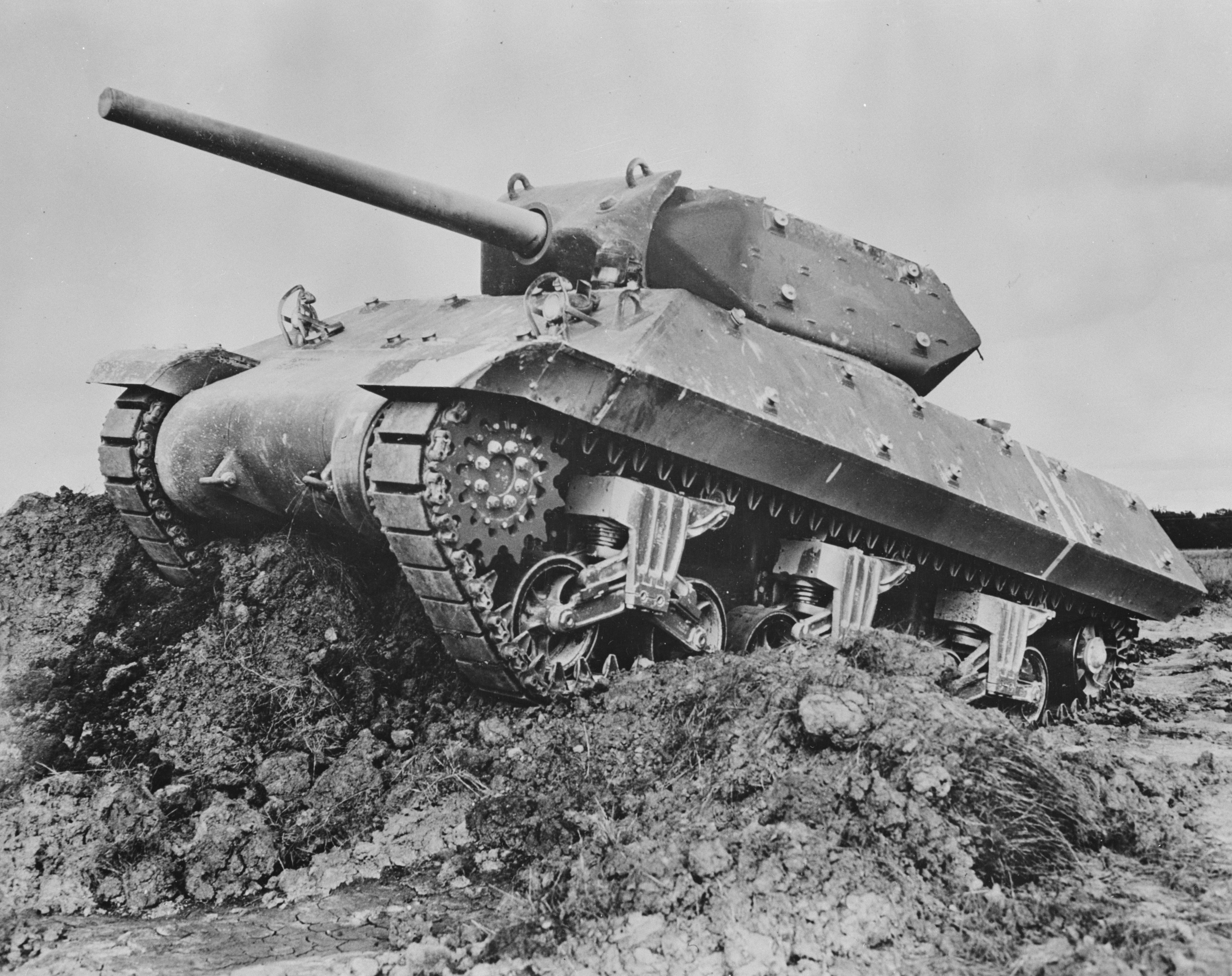
M10 Wolverine

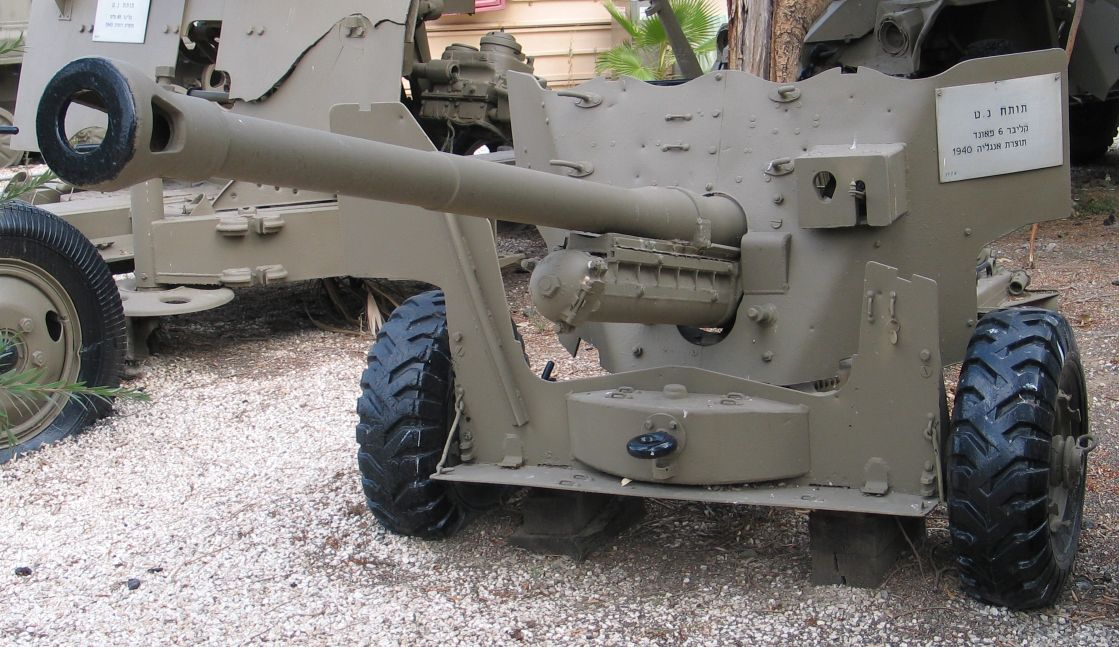
6-funtowa armata ppanc

Po przewiezieniu ocalałych wojsk do Anglii władze polskie postanowiły zorganizować 1 Korpus. Ostatecznie zorganizowano 1 Dywizję Pancerną i Samodzielną Brygadę Spadochronową. Później zorganizowano 4 Dywizję Piechoty i 16 Brygadę Pancerną.
1 Dywizja Pancerna w chwili wyruszenia na front posiadała artylerię dywizyjną w składzie: 
- 1 pułk artylerii przeciwpancernej
  - dwa dywizjony armat 17 funtowych dział ciągnionych
  - dwa dywizjony 76,2 mm dział samobieżnych
- 1 pułk artylerii motorowej (samobieżny, 24 Sextony)
- 2 pułk artylerii motorowej (ciągniony, 24 Armaty 25-funtowa)
- 1 pułk artylerii przeciwlotniczej

W pułku motorowym znajdowały się dwadzieścia cztery 87,6 mm działa. W 3 Brygadzie Strzelców znajdował się batalion broni wspierających, w którym było osiem 106,7 mm moździerzy oraz szesnaście 20 mm dział przeciwpancernych. Ponadto w batalionach kompanie wsparcia posiadały sześć 76,2 mm moździerzy oraz sześć 57 mm dział.
Razem w 1 DPanc:
- 8 moździerzy 106,7 mm
- 18 moździerzy 76,2 mm
- 2 x 24 armaty 87,6 mm (samobieżne i ciągnione)

Środki przeciwpancerne:
- 42 działa 57 mm
- 24 działa samobieżne 76,2 mm
- 16 dział 20 mm

Ogółem 156 dział i moździerzy.
W Samodzielnej Brygadzie Spadochronowej znajdowały się:
- jeden dywizjon artylerii lekkiej (osiem 75 mm haubic)
- jeden dywizjon artylerii pancernej (piętnaście 6-funtowych dział przeciwpancernych)

Ponadto w batalionach było 18 moździerzy i 18 dział przeciwpancernych. 
Razem w brygadzie – 59 dział i moździerzy. 
Pod koniec 1944 sformowano 4 Dywizję Piechoty składającą się z trzech brygad piechoty i trzech pułków artylerii lekkiej, pułku przeciwpancernego i przeciwlotniczego. Jednak w walce brały udział jedynie dwie pierwsze jednostki dysponujące około 190 działami i moździerzami.

## Artyleria 2 Korpusu

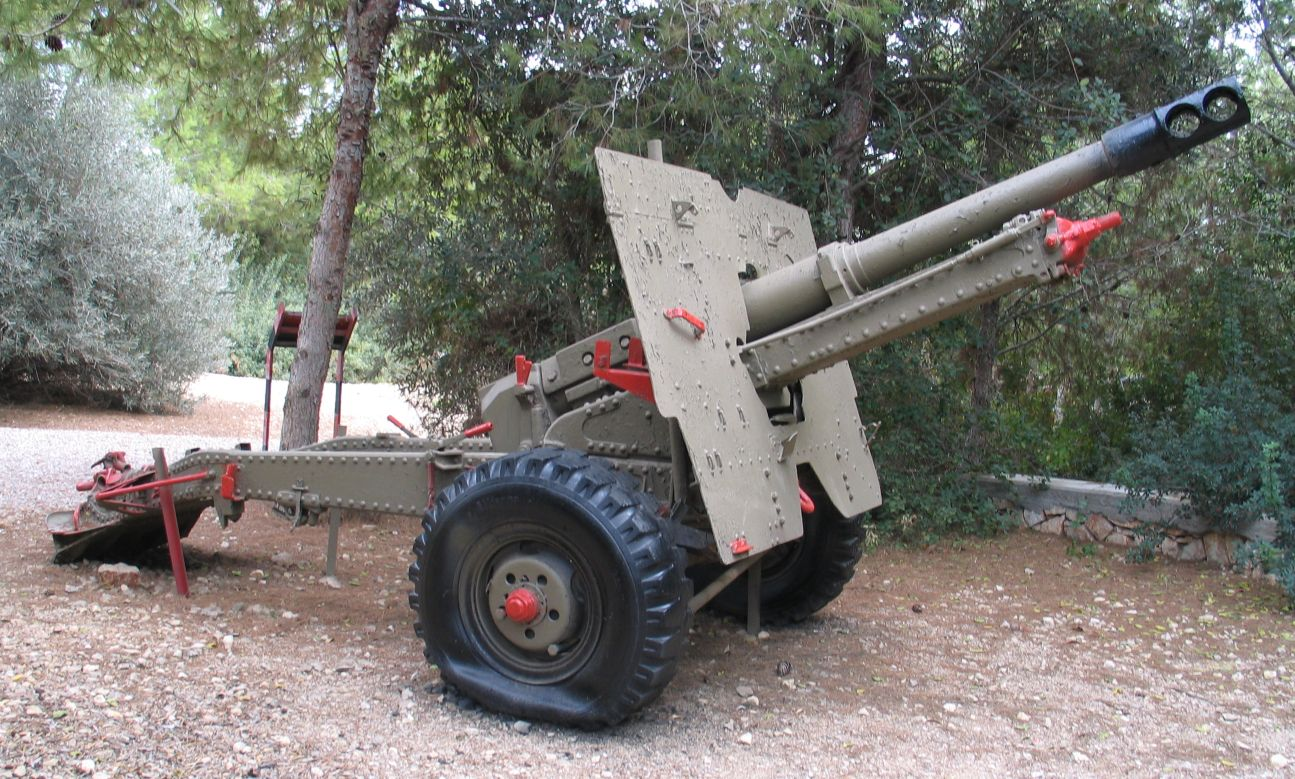
Angielska haubicoarmata 25-funtowa

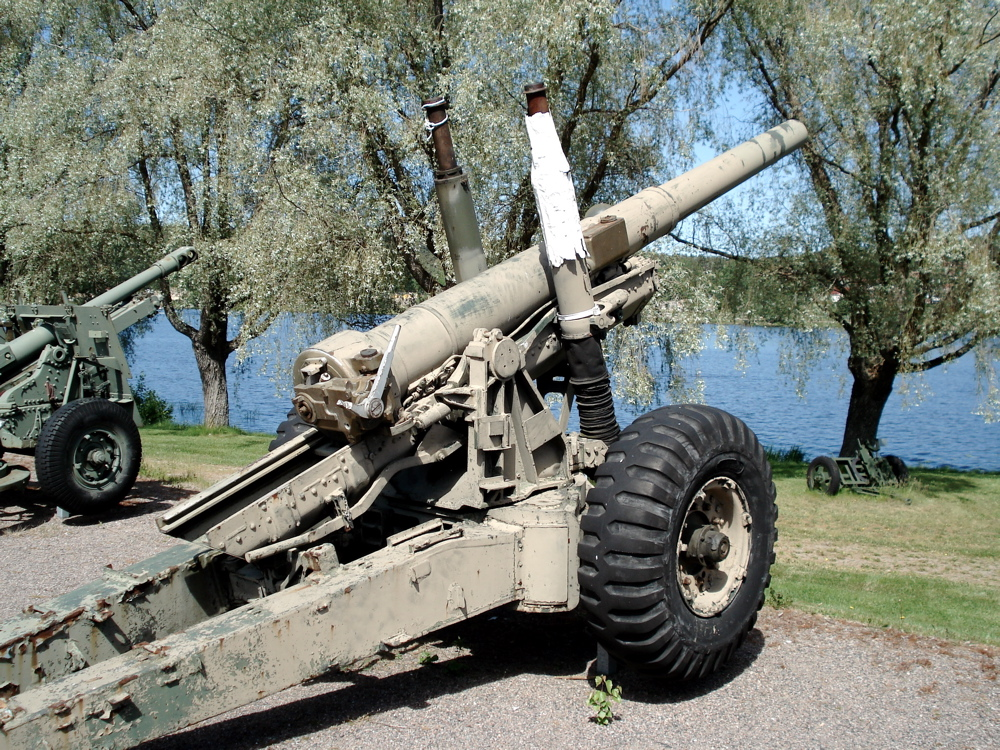
Armata 5,5-calowa

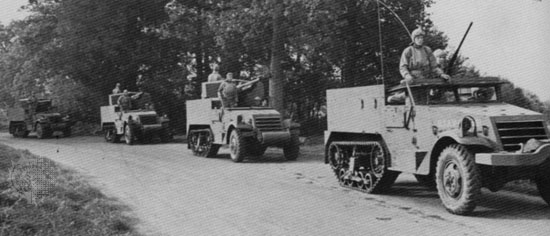
M3 GMC

Po opuszczeniu przez Armię Andersa  terytorium Związku Radzieckiego początkowo myślano o zorganizowaniu armii, ostatecznie zorganizowano 2 Korpus i jednostki armijne. 2 Korpus posiadał dwie dywizje piechoty, każda po dwie brygady, a te po trzy bataliony.
Artylerię Korpusu stanowiły: 
- dowództwo Artylerii II KP
- 2 Grupa Artylerii
- 1 pułk pomiarów artylerii
- 7 pułk artylerii przeciwpancernej
- 7 pułk artylerii przeciwlotniczej lekkiej
- 8 pułk artylerii przeciwlotniczej ciężkiej
- artyleria dywizyjna 2 Warszawskiej Dywizji Pancernej
- artyleria dywizyjna 3 Dywizji Strzelców Karpackich
- artyleria dywizyjna 5 Kresowej Dywizji Piechoty
- artyleria dywizyjna 7 Dywizji Piechoty

Dywizje Piechoty posiadały:
- trzy pułki artylerii lekkiej
- pułk artylerii przeciwpancernej
- pułk artylerii przeciwlotniczej lekkiej

Ponadto w batalionie ckm znajdowała się: 
- kompania 106,7 mm moździerzy (16 moździerzy)

W każdym batalionie: 
- w kompanii sześć 76,2 mm moździerzy i sześć 57 mm dział przeciwpancernych

W pułku rozpoznawczym:
- sześć 76,2 mm moździerzy
- sześć 57 mm dział przeciwpancernych

W bitwie pod Monte Cassino 2 Korpusowi  przydzielono cztery pułki artylerii armijnej. 
W sumie dysponował on ośmioma pułkami artylerii lekkiej, dwoma pułkami artylerii ciężkiej, dwoma pułkami artylerii przeciwpancernej i czterema pułkami artylerii przeciwlotniczej.
W 2 Korpusie znajdowały się : 
- 84 moździerze 76,2 mm
- 32 moździerze 106,7 mm
- 162 działa przeciwpancerne 57 mm
- 40 dział przeciwpancernych 76,2 mm
- 24 działa przeciwpancerne M-10 (76,2)
- 6 dział 75 mm
- 192 działa 87,6 mm
- 16 dział 114,3 mm
- 16 dział 139,7 mm

Razem 572 działa i moździerze.
Łącznie w 1 i 2 Korpusie polskim było 1198 dział i moździerzy. W dniu zakończenia wojny we wszystkich jednostkach polskich na Zachodzie było 1607 dział i moździerzy.

## Pułki artylerii w Polskich Siłach Zbrojnych
- 1 Wileński pułk artylerii lekkiej – 1 Dywizja Grenadierów
- 1 Pomorski pułk artylerii ciężkiej – 1 Dywizja Grenadierów
- 2 Warszawski pułk artylerii lekkiej – 2 Dywizja Strzelców Pieszych
- 2 Modliński pułk artylerii ciężkiej – 2 Dywizja Strzelców Pieszych
- 3 pułk artylerii lekkiej – 3 Dywizja Piechoty
- 3 pułk artylerii ciężkiej – 3 Dywizja Piechoty
- 4 pułk artylerii lekkiej – 4 Dywizja Piechoty
- 4 pułk artylerii ciężkiej – 4 Dywizja Piechoty

- 1 pułk artylerii ciężkiej - I Korpus Polski
- 11 pułk artylerii przeciwpancernej - I Korpus Polski
- 1 pułk artylerii motorowej – 1 Dywizja Pancerna
- 2 pułk artylerii motorowej – 1 Dywizja Pancerna
- 1 pułk artylerii przeciwpancernej –1 Dywizja Pancerna
- 3 pułk artylerii motorowej[2] – 4 Dywizja Piechoty
- 14 pułk artylerii lekkiej – 4 Dywizja Piechoty
- 15 pułk artylerii lekkiej – 4 Dywizja Piechoty
- 4 pułk artylerii przeciwpancernej – 4 Dywizja Piechoty

- 1 pułk artylerii ciężkiej - 2 Korpus Strzelców
- Karpacki pułk artylerii lekkiej - Samodzielna Brygada Strzelców Karpackich
- 8 pułk artylerii lekkiej (APW) - 5 Wileńska Dywizja Piechoty
- 1 Karpacki pułk artylerii lekkiej – 3 Dywizja Strzelców Karpackich
- 2 Karpacki pułk artylerii lekkiej – 3 Dywizja Strzelców Karpackich
- 3 Karpacki pułk artylerii lekkiej – 3 Dywizja Strzelców Karpackich
- 3 Karpacki pułk artylerii przeciwpancernej – 3 Dywizja Strzelców Karpackich
- 4 Kresowy pułk artylerii lekkiej – 5 Kresowa Dywizja Piechoty
- 5 Wileński pułk artylerii lekkiej – 5 Kresowa Dywizja Piechoty
- 6 Lwowski pułk artylerii lekkiej – 6 Lwowska Dywizja Piechoty, 5 Kresowa Dywizja Piechoty
- 5 Kresowy pułk artylerii przeciwpancernej – 5 Kresowa Dywizja Piechoty
- 7 pułk artylerii konnej – 2 Grupa Artylerii
- 9 pułk artylerii lekkiej – 2 Grupa Artylerii
- 10 pułk artylerii ciężkiej – 2 Grupa Artylerii
- 11 pułk artylerii ciężkiej – 2 Grupa Artylerii
- 12 pułk artylerii ciężkiej – 2 Grupa Artylerii
- 13 pułk artylerii ciężkiej – 2 Grupa Artylerii
- 7 pułk artylerii przeciwpancernej – 2 Grupa Artylerii
- 8(16) pułk artylerii lekkiej – 2 Warszawska Dywizja Pancerna
- 17 pułk artylerii mieszanej – 7 Dywizja Piechoty